# Gisela Cerezo
Gisela Cerezo (5 de abril de 1956) es una ex nadadora venezolana. Compitió en dos eventos en los Juegos Olímpicos de Múnich 1972.